# Calanda Bräu

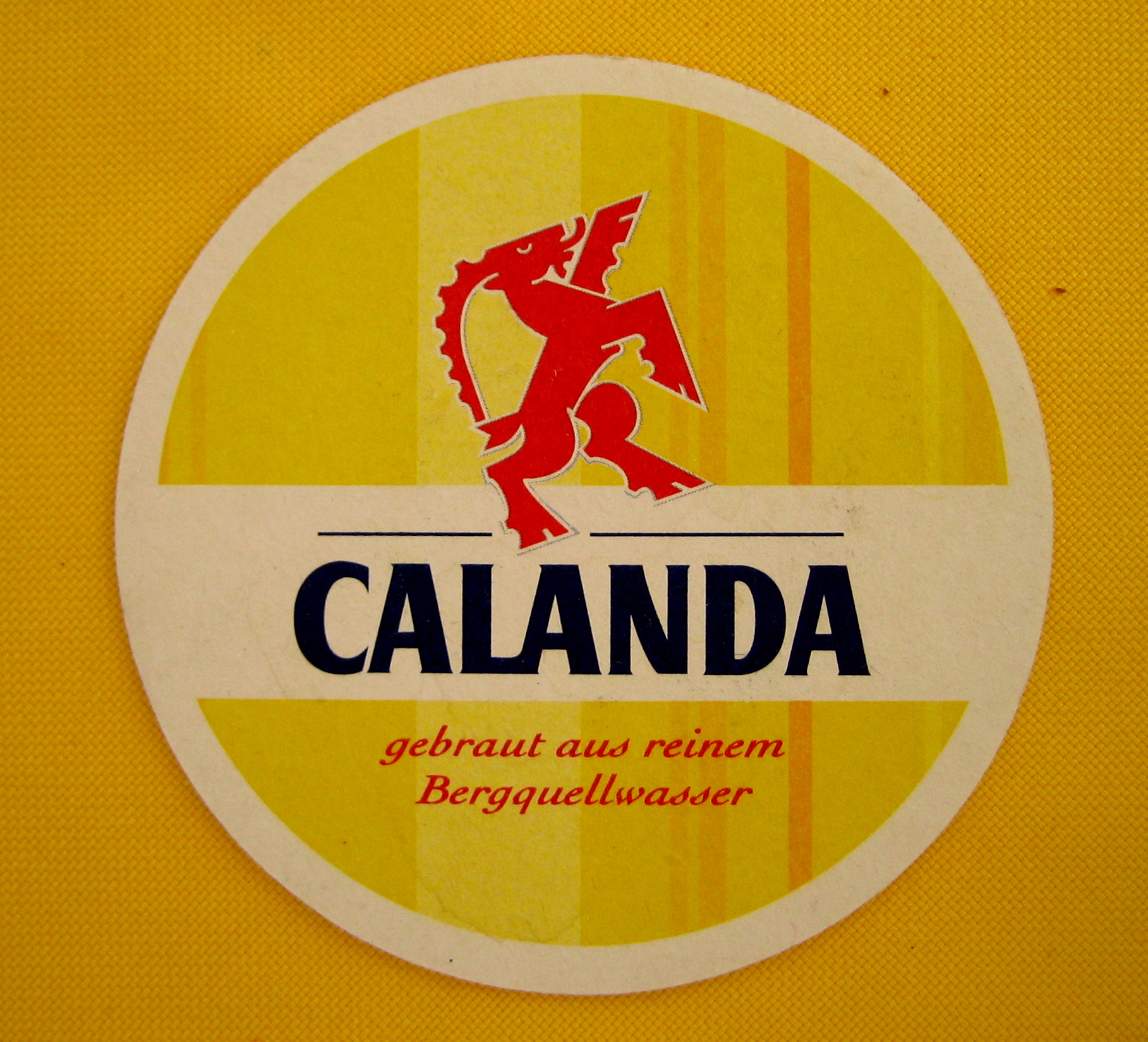
Dessous de verre avec un logo récent de Calanda.

Calanda Bräu est une brasserie suisse fondée en 1780. La bière Calanda est brassée depuis 1993 par Heineken, d'après la recette originale de la marque Calanda.

## Historique
En 1780 Rageth Mathis ouvrit sa brasserie à Welschdörfli près de Coire. La concurrence y était alors importante, la Suisse comptait 260 brasserie. En 1902 la brasserie fusionne et devient Aktienbrauerei Chur, puis la Rhätische Aktienbrauerei.
En 1971 Engadiner Aktienbrauerei et Rhätische Getränke AG fusionnent pour devenir Calanda Bräu. En 1990 elle devient le troisième brasseur de Suisse avec l'adjonction de la Brasserie Haldengut de Winterthour. Elle est rachetée en 1993 par Heineken qui continue la production sous la marque « Calanda ».

## Produits
La bière Calanda a la particularité d'être produite uniquement avec de l'eau des Alpes grisonnes. Les bières produites en 2015 sont : 
- Calanda Lager
- Calanda Zwickel
- Calanda Mezza 2.5
- Calanda Dunkel
- Calanda Edelbräu
- Calanda Meinsterbräu
- Calanda Senza
- Calanda Lemon